# L'era
L'era o L'estiu és el més gran dels cartons per a tapissos pintats per Francisco de Goya per la Reial Fàbrica de Tapissos de santa Bàrbara. Formava part de la seva cinquena sèrie, dedicada a temes costumistes i amb destinació a la «Peça de Comer» del Príncep d'Astúries en el Palau Reial del Pardo.

## Anàlisi del quadre
Mideig 276 per 641 centímetres. Francisco de Goya utilitza colors càlids com marró, groc o ataronjat. Un grup de segadors descansa de la calor asseguts sobre blat acabat de collir. Encara que algunes persones a la dreta prossegueixen el treball, en l'esquerra uns homes intenten embriagar a un pagès, conegut com el babau del poble, sobre la base de les seves robes i actituds.
Com a part del seu programa decoratiu de les quatre estacions, Goya no recorre aquí a la tradicional representació de l'estiu - Ceres coronada d'espigues- sinó que mostra una escena popular i senzilla. L'essència de l'artista pren forma d'una manera magistral en la migdiada dels treballadors.
Goya recorre aquí a la composició en piràmide heretada de Mengs, assolint així un gran èxit. El vespre estival ha estat reeixit amb mestratge, recaient la llum sobre les tonalitats groguenques del blat. Però són els gests de les figures el que converteixen a aquesta obra en una fidel preconització del posterior talent de l'autor com a retratista, en captar magníficament els gests de les figures. La mínima mida dels equins, tanmateix, resta mèrit a la representació de Goya de l'ambient.
El quadre, pertany al Museu del Prado, va ser sotmès a una restauració el 2014-15, centrada en l'eliminació de capes de vernissos oxidats. Es va presentar al públic ja net al juliol de 2015, al fil de la reobertura de diverses sales del museu dedicades als cartons de Goya i a altres autors de la seva època.
Existeix un esbós per a aquest quadre, titulat La batuda i que es custodia en el Museu Lázaro Galdiano.